# Station Évreux-Normandie
Station Évreux-Normandie is een spoorwegstation in de Franse gemeente Évreux.

## Treindienst
| Serie | Treinsoort | Route                                                                 | Bijzonderheden |
| ----- | ---------- | --------------------------------------------------------------------- | -------------- |
| K 3+  | TER (SNCF) | Paris Saint-Lazare – Évreux-Normandie – Lisieux – Trouville-Deauville |                |